# SCS Software
SCS Software — чеська компанія, яка займається розробкою відеоігор та створенням скрінсейверів. Була утворена 1997 року. З ігор компанія відома передусім серіями відеоігор 18 Wheels of Steel та Hunting Unlimited, а також окремими іграми Euro Truck Simulator та Bus Driver. SCS Software також розробила власний гральний рушій Prism3D, який використовує в переважній більшості своїх ігор.

## Список ігор, розроблених SCS Software
- 2001— Shark! Hunting the Great White
- 2001 — Hunting Unlimited 2
- 2002 — 911 Fire Rescue
- 2002 — Hard Truck: 18 Wheels of Steel
- 2004 — 18 Wheels of Steel: Across America
- 2004 — Hunting Unlimited 3 (спільно з ARUSH Entertainment)
- 2004 — 18 Wheels of Steel: Across America
- 2004 — 18 Wheels of Steel: Pedal to the Metal
- 2005 — 18 Wheels of Steel: Convoy
- 2005 — TruckSaver (скрінсейвер)
- 2005 — OceanDive (скрінсейвер)
- 2006 — Hunting Unlimited 4
- 2006 — 18 Wheels of Steel: Haulin'
- 2006 — Deer Drive
- 2007 — Hunting Unlimited 2008
- 2007 — Bus Driver
- 2007 — 18 Wheels of Steel: American Long Haul
- 2008 — Hunting Unlimited 2009
- 2008 — Euro Truck Simulator
- 2009 — Hunting Unlimited 2010
- 2009 — 18 Wheels of Steel: Extreme Trucker
- 2010 — German Truck Simulator
- 2010 — UK Truck Simulator
- 2011 — 18 Wheels of Steel: Extreme Trucker 2
- 2011 — Trucks & Trailers
- 2012 — Scania Truck Driving Simulator: The Game
- 2012 — Euro Truck Simulator 2
- 2016 — American Truck Simulator